# Jarosław Kaczyński
Jarosław Aleksander Kaczyński, född 18 juni 1949 i Warszawa, är en polsk politiker. Han är ledare för det tidigare regerande, socialkonservativa partiet Lag och Rättvisa (PiS). Han är son till Rajmund Kaczyński, ingenjör och deltagare i Warszawaupproret 1944 och tvillingbror till Polens förre president Lech Kaczyński som omkom i flygolyckan i Smolensk i Ryssland, den 10 april 2010, tillsammans med 96 ledande PiS-politiker och den politiska högern samt Polens militära och ekonomiska ledare. Jarosław Kaczyński doktorerade 1976 i juridik på Universitetet i Warszawa. 
Jarosław Kaczyński var Polens premiärminister från 2006 till 2007 då PiS med Kaczynski i spetsen förlorade valet. Donald Tusk, ledare för det liberala partiet Medborgarplattformen, efterträdde Kaczyński som premiärminister.
Jaroslaw Kaczyński kandiderade i presidentvalet den 26 april 2010, sexton dagar efter att hans tvillingbror, president Lech Kaczynski, omkommit i flygkraschen i Smolensk. Jaroslaw Kaczynski besegrades då av Bronisław Komorowski som stöddes av PO.
I parlamentsvalet den 25 oktober 2015 fick Kaczyńskis parti egen majoritet. Kaczyński valde dock att avstå från premiärministerposten och istället blev PiS vice ordförande, Beata Szydło, ledare för den tillträdande majoritetsregering. Under PiS-regeringen har Polen gjort sig kända för sitt motstånd mot att ta emot flyktingar från EU:s omplaceringsprogram. Ett förslag om att reformera rättsväsendet och minska dess oberoende fick hård kritik från bland annat Europeiska kommissionen som den 20 december 2017 valde att aktivera artikel 7 i Europeiska unionens fördrag. Detta förfarande ska tillämpas när det finns en klar risk för att en medlemsstat allvarligt åsidosätter ”respekt för människans värdighet, frihet, demokrati, jämlikhet, rättsstaten och respekt för de mänskliga rättigheterna".